# Anthropozentrismus

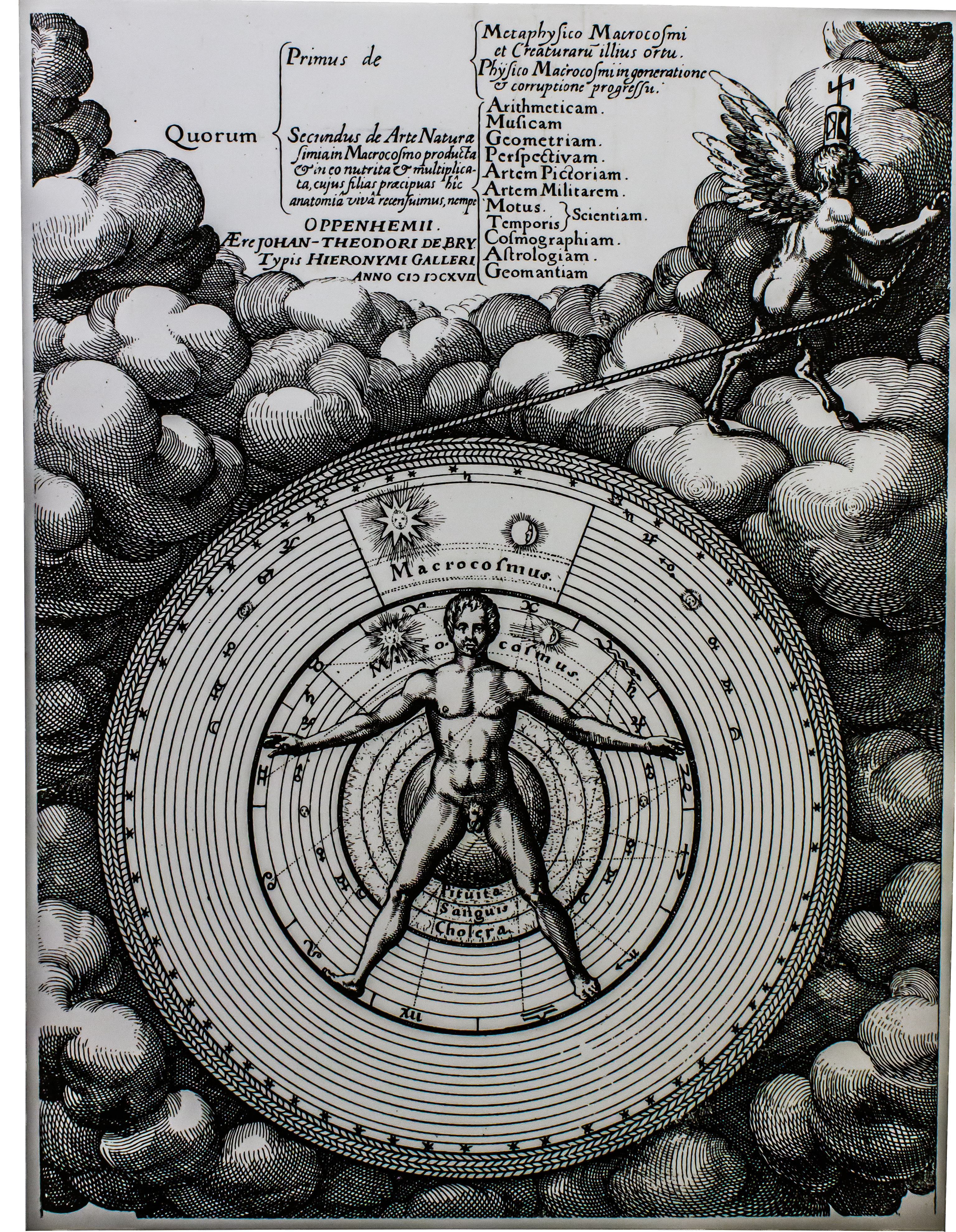
Anthropozentrisches Weltbild
Ausschnitt des Kupferstiches auf dem Titelblatt des 1. Bandes der „Utriusque cosmi … Historia“ (1617–19) von Robert Fludd

Anthropozentrismus (von altgriechisch ἄνθρωπος ánthrōpos, deutsch ‚Mensch‘, und lateinisch centrum, von altgriechisch κέντρον kéntron, deutsch ‚Mittelpunkt‘) oder auch Anthropologismus bedeutet, dass der Mensch sich selbst als den Mittelpunkt der weltlichen Realität versteht. Der Anthropozentrismus beinhaltet neben weltanschaulichen, ethischen und religiösen Aspekten auch wirtschaftliche Perspektiven, bei denen es um die Nutzung von Lebensräumen und Ressourcen geht.

## Ethik
Der Anthropozentrismus ist ein mehrdeutiger Begriff. Zum einen bezeichnet er eine epistemische Tatsache, und zwar, dass jedes ethische Modell von Menschen gemacht wurde und insofern ein menschliches System darstellt, welches nur ausgehend vom Menschen zu verstehen ist. Auf dieser Ebene (epistemische Ebene) wird keine Entscheidung darüber getroffen, ob und inwieweit der Mensch wichtiger oder unwichtiger als andere Lebewesen zu bewerten ist. Die zweite Ebene ist eine moralische. Der moralische Anthropozentrismus setzt in der ethischen Diskussion den Menschen als das wichtigste Element einer Ethik. Umweltschutz, Tierschutz u. ä. sind zu verstehen als Normen, die für den Menschen gut sind.
Ausprägungen des moralischen Anthropozentrismus sind:
- Basic-Needs-Argument: Der Mensch ist als Mensch auf die Natur angewiesen. Die Natur zu schützen ist erforderlich, um die menschlichen Lebensgrundlagen zu sichern.
- ästhetisches Argument: Die Natur ist einzigartig und für den Menschen unverzichtbar. Von materiellen Belangen abgesehen braucht der Mensch die Natur, um gut und glücklich leben zu können.
- pädagogisches Argument: Die Natur respektvoll zu behandeln und mit ihr gut umzugehen erzieht den Menschen zu einem friedvolleren und besseren Umgang mit anderen Menschen.

Neben der Ethik bedient sich auch die Philosophie folgender Gegenpositionen zum Anthropozentrismus, welche, je nach Position, weitere Tierarten, sämtliche Lebewesen oder auch die Natur als Ganzes mit berücksichtigen. Im ethisch-philosophischen Kontext gelten diese Positionen außerdem als Grundlagen zur Erörterung der Fragestellung, ob moralische Kriterien und Prinzipien, die für den Umgang mit Menschen gelten, auch auf Tiere und die Umwelt ausgedehnt werden sollten.
Historisch betrachtet stellten die meisten ethischen Theorien, welche der westlichen philosophischen Tradition zugerechnet werden, den Menschen in den Mittelpunkt ihrer Betrachtungen und können somit als anthropozentristisch bewertet werden. Anthropozentrische Positionen in der Tier- und Naturethik sind der Auffassung, dass sich moralische Kriterien und Prinzipien nur auf Menschen anwenden lassen. Somit müssten Menschen nur untereinander moralische Rücksicht und Verantwortung übernehmen. Seit den 1970er Jahren ist der Anthropozentrismus in der Ethik rückläufig, während sich weitere Strömungen herausgebildet haben, die dazu beitragen möchten, den Anthropozentrismus in der traditionellen Ethik zu überwinden.
Die wichtigsten Gegenpositionen zum Anthropozentrismus sind:
- Pathozentrismus: allen empfindungs- und insbesondere leidensfähigen Lebewesen wird von dieser Position ein moralischer Status zugeschrieben, welcher (im Sinne des Pathozentrismus) unbedingt und direkt berücksichtigt werden sollte, z. B. auch im Umgang mit Säugetieren wie Affen, Pferden und Hunden. Pathozentrismus gilt als die wichtigste Gegenposition zum Anthropozentrismus und grundlegende Position der Tierethik.[1][2]
- Biozentrismus: Jedes Lebewesen hat einen moralischen Eigenwert und verdient daher eine direkte moralische Berücksichtigung.[1] Diese Position wurde u. a. von vegan bzw. vegetarisch lebenden Personen, Tierrechtlern und Umweltaktivisten entworfen; wird aber auch von Theologen wie Rupert Lay und dem Friedensnobelpreisträger Albert Schweitzer propagiert, der für mehr Biophilie gegen das Abgleiten in eine unmenschliche Welt plädiert. Als ethisches Grundprinzip ist die Gewaltlosigkeit gegenüber allen Lebewesen auch in Religionen, wie z. B. dem Jainismus, präsent.
- Physiozentrismus: misst allen natürlichen Entitäten einen eigenen moralischen Status bei.
- Holismus: dieser Teilbereich der Bioethik misst der Natur, der Erde und auch Biosysteme als Ganzes einen unmittelbaren, eigenen moralischen Wert zu

## Religion
Im Zusammenhang mit Religion bezeichnet Anthropozentrismus den Standpunkt, dass nicht Gott bzw. Gottheiten im geistigen Zentrum der Welt stünden (wie im Theozentrismus), sondern der Mensch. Der Begriff Anthropozentrismus bedeutet hier, dass das irdische, menschliche Handeln im Fokus der Religion steht. Der Übergang vom Theozentrismus zum Anthropozentrismus fand erstmals bereits in der Antike statt und wird von dem griechischen Philosophen Thales von Milet 600 v. Chr. eingeleitet.
Das Christentum ist christozentrisch und damit theozentrisch und anthropozentrisch zugleich, denn es hat Jesus Christus als Zentrum, der zugleich Gott und Mensch ist. Anthropozentrismus und Theozentrismus sind also im Christentum kein Gegensatz, sondern stehen in untrennbarer Beziehung zueinander. Während man im Mittelalter vor allem die theozentrische Seite betonte, ist die moderne Theologie mehr von der anthropozentrischen Sicht auf den christlichen Glauben bestimmt.

## Trivia
- Ein im Zusammenhang mit dem Anthropozentrismus verwendetes Sprichwort sei „Der Mensch ist das Maß aller Dinge“, das auf den griechischen antiken Philosophen Protagoras zurückgeht.
- Im religiösen Kontext wurde früher auch vom Menschen als Krone der Schöpfung gesprochen